# دنیلو رینالدی
دنیلو رینالدی (انگلیسی: Danilo Rinaldi؛ زادهٔ ۱۸ آوریل ۱۹۸۶) بازیکن فوتبال اهل سان مارینو است.
از باشگاه‌هایی که در آن بازی کرده‌است می‌توان به اشاره کرد.
وی همچنین در تیم ملی فوتبال سان مارینو بازی کرده‌است.